# Albin Ekdal
Albin Ekdal (Stoccolma, 28 luglio 1989) è un calciatore svedese, centrocampista del Djurgården.

## Biografia
Il padre, Lennart, è un noto giornalista televisivo, mentre la madre è ostetrica. Anche suo fratello minore Hjalmar ha intrapreso l'attività di calciatore professionista.
Il 29 luglio 2019 si rende protagonista di uno spot contro il sessismo nel mondo dello sport e del calcio.

## Caratteristiche tecniche
Può essere impiegato come trequartista, centrale o esterno di centrocampo. Se la cava anche come regista. Dispone di buona leadership ed è un buon colpitore di testa.

## Carriera

### Club

#### Gli inizi
Sin dai 6 anni di età cresce nelle giovanili dell'IF Brommapojkarna, uno dei vivai più floridi della Svezia. Quindicenne, viene notato dagli osservatori della squadra inglese del Chelsea, ma l'accordo non si concretizza per volontà dello stesso giocatore e del padre, che gli consiglia di rimanere a Stoccolma per terminare gli studi. Nel 2007, a 17 anni, debutta in prima squadra nel campionato svedese, collezionando 24 presenze.

#### Juventus
Nel gennaio del 2008 i dirigenti della Juventus raggiungono l'accordo per acquistarlo per 600 000 euro ma per la firma del contratto si attende l'esito dell'operazione alla caviglia a cui si sottopone in febbraio. Il 20 marzo i dottori della società torinese avallano l'acquisto, verificata la perfetta riuscita dell'intervento, e il 27 maggio viene ufficializzato il trasferimento del giocatore alla Juventus.
Per lui un contratto quadriennale fino al 2012.

Inizialmente aggregato alla Primavera, fa il suo esordio in prima squadra e in Serie A il 18 ottobre nella gara persa 2-1 contro il Napoli. Impiegato spesso con la Primavera della Juventus, vince il Torneo di Viareggio battendo in finale la Sampdoria. Durante il torneo risulta uno dei più positivi della squadra, andando a segno una volta, nella partita vinta 8-7 ai rigori contro la Lazio, come secondo rigorista.

#### Siena e Bologna
Il 15 luglio 2009 viene ceduto in prestito al Siena. Segna il suo primo gol in Serie A il 9 gennaio 2010 a San Siro contro l'Inter (4-3). Nella sua stagione al Siena colleziona 27 presenze e 1 gol.
Il 1º luglio 2010 rientra alla Juventus, quindi il 13 agosto 2010 viene ceduto al Bologna in comproprietà per 2,4 milioni di euro. L'anno successivo, esattamente il 25 giugno 2011, si risolve la comproprietà alle buste tra Juventus e Bologna per 1,2 milioni di euro e quindi il giocatore ritorna in bianconero.

#### Cagliari

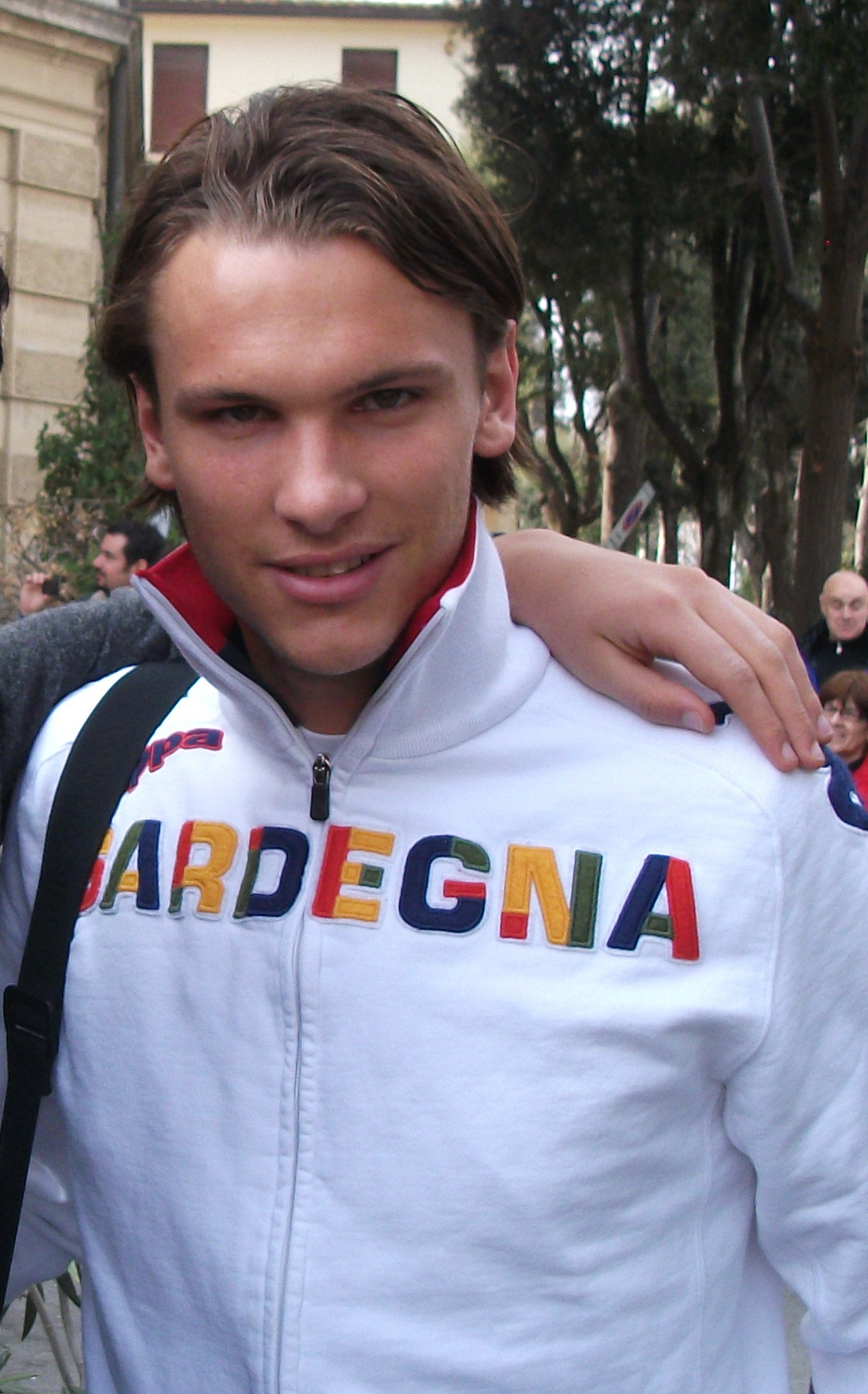
Ekdal al Cagliari nel 2012

Il 20 agosto 2011 il Cagliari acquista metà del cartellino del giocatore dalla Juventus per 1,5 milioni di euro. È il primo calciatore svedese nella storia del Cagliari.
Il 1º febbraio 2012 segna il suo primo gol nel Cagliari, nella partita vinta dai sardi contro la Roma, siglando il 4-2 finale. Chiude la stagione con 30 presenze e 1 gol in Serie A e 1 presenza in Coppa Italia.
Il 22 giugno 2012 il Cagliari rileva l'intero cartellino per 1,2 milioni di euro pagabili nelle successive tre stagioni sportive. Segna il suo primo gol nella stagione 2012-2013 nella seconda giornata contro l'Atalanta al minuto 91, pareggiando il gol iniziale di Denis. Questo si rivela essere il suo unico gol in stagione, conclusa con 31 presenze in campionato.
Nell'annata 2013-2014 segna il primo gol della stagione alla quarta giornata durante il pareggio con la Sampdoria per 2-2, prima di procurarsi uno stiramento all'adduttore della gamba sinistra nella partita successiva contro il Livorno; infortunio che lo tiene fuori dai campi di gioco per circa due mesi. Rientra l'8 dicembre per la sfida contro il Genoa. Conclude l'annata con sole 22 presenze, in quanto costretto a saltare il finale di stagione a causa di un altro infortunio, questa volta alla spalla sinistra. Il 28 settembre 2014 realizza la sua prima tripletta, consentendo agli isolani di espugnare il campo dell'Inter dopo 19 anni.

#### Amburgo
Dopo una trattativa di circa un mese, il 18 luglio 2015 firma un contratto quadriennale con l'Amburgo. L'ufficialità arriva attraverso il profilo ufficiale Twitter della società tedesca. Sceglie di vestire la maglia numero 20 e debutta in Bundesliga il 14 agosto nella partita Bayern Monaco-Amburgo (5-0). Con i tedeschi totalizza 57 presenze e un gol, oltre alla prima storica retrocessione del club in Zweite Liga, arrivata il 12 maggio 2018.

#### Sampdoria e Spezia
Lascia la Germania dopo tre stagioni, ritornando in Italia alla Sampdoria. Fa il suo esordio nella prima partita di campionato dei blucerchiati persa 1-0 contro l'Udinese subentrando nel secondo tempo al posto di Jakub Jankto.
Diventa titolare del centrocampo blucerchiato, realizzando la prima rete al terzo anno il 6 dicembre 2020 in occasione della sconfitta contro il Milan (1-2).
Il 13 luglio 2022, dopo essere rimasto svincolato, firma un contratto biennale con lo Spezia. Esordisce con gli spezzini il 14 agosto, nella prima di campiuonato contro l'Empoli, subentrando nella ripresa a Daniele Verde. Il 19 gennaio 2023  segna la prima rete con lo Spezia, nella sfida degli ottavi di Coppa Italia contro l'Atalanta, persa per 5-2. Il 27 dicembre 2023, risolve il proprio contratto con gli spezzini, chiudendo così la sua esperienza in bianconero dopo un anno e mezzo, 44 presenze ed un goal.

#### Djurgården
Il 30 dicembre 2023, viene annunciato il suo ritorno in patria al Djurgården, nella massima serie svedese, con cui sottoscrive un contratto fino al 2025. Nel suo primo campionato di Allsvenskan con la nuova squadra, tuttavia, non trova particolare spazio, avendo giocato solo cinque partite da titolare e dodici partendo dalla panchina.

### Nazionale

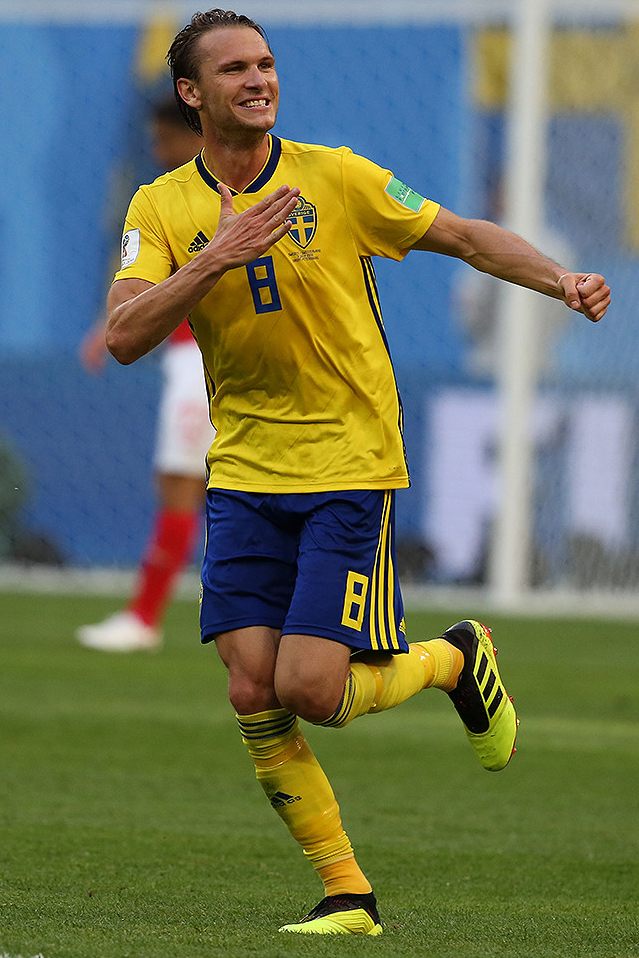
Ekdal con la maglia della Svezia al Mondiale 2018.

Dopo diverse presenze nelle rappresentative Under-17 e 19 svedesi, il 19 novembre 2008 ha esordito nell'Under-21 dei CT Tommy Söderberg e Jörgen Lennartsson a Waalwijk nel 3-0 sui Paesi Bassi.
Ha fatto il suo esordio con la nazionale maggiore il 10 agosto 2011, nella partita amichevole giocata contro l'Ucraina, vinta dalla Svezia per 1-0. A circa nove mesi di distanza dalla sua seconda presenza (amichevole con la Cina nel 2012), nel giugno del 2013 torna a far parte della selezione svedese venendo convocato per le partite contro Macedonia (amichevole), Austria e Fær Øer (qualificazioni ai mondiali 2014).
Gioca da titolare la prima e la terza di queste partite, fornendo buone prestazioni, e ricevendo i complimenti sia dal proprio CT sia dal compagno di squadra Zlatan Ibrahimović. Nel novembre 2013 viene premiato dalla Swedish Football Association come migliore centrocampista svedese del 2013, precedendo sul podio Alexander Kačaniklić del Fulham e Anders Svensson dell'Elfsborg, con la motivazione di «giocatore tattico, elegante e sicuro, e con brillanti idee di gioco. È andato migliorando di prestazione in prestazione, e in questa stagione ha ottenuto meritatamente la sua grande occasione in nazionale».
Viene convocato per gli Europei 2016.
Viene convocato per i Mondiali russi del 2018, dove fa il suo esordio contro la Corea del Sud. Viene schierato titolare anche nelle altre 4 gare giocate dalla squadra eliminata ai quarti dall'Inghilterra.
Viene convocato per gli Europei 2020.

## Statistiche

### Presenze nei club
Statistiche aggiornate al 25 maggio 2024.
| Stagione              | Squadra               | Campionato            | Campionato | Campionato | Coppe nazionali | Coppe nazionali | Coppe nazionali | Coppe continentali | Coppe continentali | Coppe continentali | Altre coppe | Altre coppe | Altre coppe | Totale | Totale |
| Stagione              | Squadra               | Comp                  | Pres       | Reti       | Comp            | Pres            | Reti            | Comp               | Pres               | Reti               | Comp        | Pres        | Reti        | Pres   | Reti   |
| --------------------- | --------------------- | --------------------- | ---------- | ---------- | --------------- | --------------- | --------------- | ------------------ | ------------------ | ------------------ | ----------- | ----------- | ----------- | ------ | ------ |
| 2007                  | Brommapojkarna        | A                     | 15         | 0          | CS              | 0               | 0               | -                  | -                  | -                  | -           | -           | -           | 15     | 0      |
| 2008                  | Brommapojkarna        | S1                    | 9          | 0          | CS              | 0               | 0               | -                  | -                  | -                  | -           | -           | -           | 9      | 0      |
| Totale Brommapojkarna | Totale Brommapojkarna | Totale Brommapojkarna | 24         | 0          |                 | 0               | 0               |                    | -                  | -                  |             | -           | -           | 24     | 0      |
| 2008-2009             | Juventus              | A                     | 3          | 0          | CI              | 0               | 0               | UCL                | 0                  | 0                  | -           | -           | -           | 3      | 0      |
| 2009-2010             | Siena                 | A                     | 26         | 1          | CI              | 1               | 0               | -                  | -                  | -                  | -           | -           | -           | 27     | 1      |
| ago. 2010             | Juventus              | A                     | 0          | 0          | CI              | 0               | 0               | UEL                | 1                  | 0                  | -           | -           | -           | 1      | 0      |
| Totale Juventus       | Totale Juventus       | Totale Juventus       | 3          | 0          |                 | 0               | 0               |                    | 1                  | 0                  |             | -           | -           | 4      | 0      |
| ago. 2010-2011        | Bologna               | A                     | 23         | 1          | CI              | 1               | 0               | -                  | -                  | -                  | -           | -           | -           | 24     | 1      |
| 2011-2012             | Cagliari              | A                     | 30         | 1          | CI              | 1               | 0               | -                  | -                  | -                  | -           | -           | -           | 31     | 1      |
| 2012-2013             | Cagliari              | A                     | 31         | 1          | CI              | 3               | 0               | -                  | -                  | -                  | -           | -           | -           | 34     | 1      |
| 2013-2014             | Cagliari              | A                     | 22         | 1          | CI              | 1               | 0               | -                  | -                  | -                  | -           | -           | -           | 23     | 1      |
| 2014-2015             | Cagliari              | A                     | 33         | 5          | CI              | 1               | 0               | -                  | -                  | -                  | -           | -           | -           | 34     | 5      |
| Totale Cagliari       | Totale Cagliari       | Totale Cagliari       | 116        | 8          |                 | 6               | 0               |                    | -                  | -                  |             | -           | -           | 122    | 8      |
| 2015-2016             | Amburgo               | BL                    | 14         | 0          | CG              | 1               | 0               | -                  | -                  | -                  | -           | -           | -           | 15     | 0      |
| 2016-2017             | Amburgo               | BL                    | 21         | 1          | CG              | 2               | 0               | -                  | -                  | -                  | -           | -           | -           | 23     | 1      |
| 2017-2018             | Amburgo               | BL                    | 19         | 0          | CG              | 0               | 0               | -                  | -                  | -                  | -           | -           | -           | 19     | 0      |
| Totale Amburgo        | Totale Amburgo        | Totale Amburgo        | 54         | 1          |                 | 3               | 0               |                    | -                  | -                  |             | -           | -           | 57     | 1      |
| 2018-2019             | Sampdoria             | A                     | 32         | 0          | CI              | 1               | 0               | -                  | -                  | -                  | -           | -           | -           | 33     | 0      |
| 2019-2020             | Sampdoria             | A                     | 32         | 0          | CI              | 1               | 0               | -                  | -                  | -                  | -           | -           | -           | 33     | 0      |
| 2020-2021             | Sampdoria             | A                     | 32         | 2          | CI              | 1               | 0               | -                  | -                  | -                  | -           | -           | -           | 33     | 2      |
| 2021-2022             | Sampdoria             | A                     | 23         | 1          | CI              | 1               | 0               | -                  | -                  | -                  | -           | -           | -           | 24     | 1      |
| Totale Sampdoria      | Totale Sampdoria      | Totale Sampdoria      | 119        | 3          |                 | 4               | 0               |                    | -                  | -                  |             | -           | -           | 123    | 3      |
| 2022-2023             | Spezia                | A                     | 31         | 0          | CI              | 2               | 1               | -                  | -                  | -                  | -           | -           | -           | 33     | 1      |
| lug.-dic. 2023        | Spezia                | B                     | 9          | 0          | CI              | 2               | 0               | -                  | -                  | -                  | -           | -           | -           | 11     | 0      |
| Totale Spezia         | Totale Spezia         | Totale Spezia         | 40         | 0          |                 | 4               | 1               |                    | -                  | -                  |             | -           | -           | 44     | 1      |
| 2024                  | Djurgården            | A                     | 8          | 0          | CS              | 5               | 0               |                    | -                  | -                  |             | -           | -           | 13     | 0      |
| Totale carriera       | Totale carriera       | Totale carriera       | 411        | 14         |                 | 24              | 1               |                    | 1                  | 0                  |             | -           | -           | 436    | 15     |

### Cronologia presenze e reti in nazionale
| Cronologia completa delle presenze e delle reti in nazionale ― Svezia | Cronologia completa delle presenze e delle reti in nazionale ― Svezia | Cronologia completa delle presenze e delle reti in nazionale ― Svezia | Cronologia completa delle presenze e delle reti in nazionale ― Svezia | Cronologia completa delle presenze e delle reti in nazionale ― Svezia | Cronologia completa delle presenze e delle reti in nazionale ― Svezia | Cronologia completa delle presenze e delle reti in nazionale ― Svezia | Cronologia completa delle presenze e delle reti in nazionale ― Svezia |
| Data                                                                  | Città                                                                 | In casa                                                               | Risultato                                                             | Ospiti                                                                | Competizione                                                          | Reti                                                                  | Note                                                                  |
| --------------------------------------------------------------------- | --------------------------------------------------------------------- | --------------------------------------------------------------------- | --------------------------------------------------------------------- | --------------------------------------------------------------------- | --------------------------------------------------------------------- | --------------------------------------------------------------------- | --------------------------------------------------------------------- |
| 10-8-2011                                                             | Kharkiv                                                               | Ucraina                                                               | 0 – 1                                                                 | Svezia                                                                | Amichevole                                                            | -                                                                     | 60’                                                                   |
| 6-9-2012                                                              | Helsingborg                                                           | Svezia                                                                | 1 – 0                                                                 | Cina                                                                  | Amichevole                                                            | -                                                                     | 46’                                                                   |
| 3-6-2013                                                              | Malmö                                                                 | Svezia                                                                | 1 – 0                                                                 | Macedonia                                                             | Amichevole                                                            | -                                                                     |                                                                       |
| 11-6-2013                                                             | Stoccolma                                                             | Svezia                                                                | 2 – 0                                                                 | Fær Øer                                                               | Qual. Mondiali 2014                                                   | -                                                                     |                                                                       |
| 14-8-2013                                                             | Solna                                                                 | Svezia                                                                | 4 – 2                                                                 | Norvegia                                                              | Amichevole                                                            | -                                                                     | 60’                                                                   |
| 6-9-2013                                                              | Dublino                                                               | Irlanda                                                               | 1 – 2                                                                 | Svezia                                                                | Qual. Mondiali 2014                                                   | -                                                                     |                                                                       |
| 10-9-2013                                                             | Astana                                                                | Kazakistan                                                            | 0 – 1                                                                 | Svezia                                                                | Qual. Mondiali 2014                                                   | -                                                                     |                                                                       |
| 5-3-2014                                                              | Ankara                                                                | Turchia                                                               | 2 – 1                                                                 | Svezia                                                                | Amichevole                                                            | -                                                                     |                                                                       |
| 4-9-2014                                                              | Solna                                                                 | Svezia                                                                | 2 – 0                                                                 | Estonia                                                               | Amichevole                                                            | -                                                                     | 46’                                                                   |
| 8-9-2014                                                              | Vienna                                                                | Austria                                                               | 1 – 1                                                                 | Svezia                                                                | Qual. Euro 2016                                                       | -                                                                     |                                                                       |
| 12-10-2014                                                            | Solna                                                                 | Svezia                                                                | 2 – 0                                                                 | Liechtenstein                                                         | Qual. Euro 2016                                                       | -                                                                     |                                                                       |
| 15-11-2014                                                            | Podgorica                                                             | Montenegro                                                            | 1 – 1                                                                 | Svezia                                                                | Qual. Euro 2016                                                       | -                                                                     |                                                                       |
| 18-11-2014                                                            | Marsiglia                                                             | Francia                                                               | 1 – 0                                                                 | Svezia                                                                | Amichevole                                                            | -                                                                     | 46’                                                                   |
| 27-3-2015                                                             | Chișinău                                                              | Moldavia                                                              | 0 – 2                                                                 | Svezia                                                                | Qual. Euro 2016                                                       | -                                                                     |                                                                       |
| 31-3-2015                                                             | Solna                                                                 | Svezia                                                                | 3 – 1                                                                 | Iran                                                                  | Amichevole                                                            | -                                                                     |                                                                       |
| 8-6-2015                                                              | Oslo                                                                  | Norvegia                                                              | 0 – 0                                                                 | Svezia                                                                | Amichevole                                                            | -                                                                     |                                                                       |
| 14-6-2015                                                             | Solna                                                                 | Svezia                                                                | 3 – 1                                                                 | Montenegro                                                            | Qual. Euro 2016                                                       | -                                                                     |                                                                       |
| 5-9-2015                                                              | Mosca                                                                 | Russia                                                                | 1 – 0                                                                 | Svezia                                                                | Qual. Euro 2016                                                       | -                                                                     |                                                                       |
| 8-9-2015                                                              | Solna                                                                 | Svezia                                                                | 1 – 4                                                                 | Austria                                                               | Qual. Euro 2016                                                       | -                                                                     |                                                                       |
| 9-10-2015                                                             | Vaduz                                                                 | Liechtenstein                                                         | 0 – 2                                                                 | Svezia                                                                | Qual. Euro 2016                                                       | -                                                                     |                                                                       |
| 24-3-2016                                                             | Adalia                                                                | Turchia                                                               | 2 – 1                                                                 | Svezia                                                                | Amichevole                                                            | -                                                                     |                                                                       |
| 5-6-2016                                                              | Solna                                                                 | Svezia                                                                | 3 – 0                                                                 | Galles                                                                | Amichevole                                                            | -                                                                     |                                                                       |
| 13-6-2016                                                             | Saint-Denis                                                           | Irlanda                                                               | 1 – 1                                                                 | Svezia                                                                | Euro 2016 - 1º turno                                                  | -                                                                     | 86’                                                                   |
| 17-6-2016                                                             | Tolosa                                                                | Italia                                                                | 1 – 0                                                                 | Svezia                                                                | Euro 2016 - 1º turno                                                  | -                                                                     | 79’                                                                   |
| 22-6-2016                                                             | Nizza                                                                 | Svezia                                                                | 0 – 1                                                                 | Belgio                                                                | Euro 2016 - 1º turno                                                  | -                                                                     | 33’                                                                   |
| 7-10-2016                                                             | Lussemburgo                                                           | Lussemburgo                                                           | 0 – 1                                                                 | Svezia                                                                | Qual. Mondiali 2018                                                   | -                                                                     | 80’                                                                   |
| 10-10-2016                                                            | Solna                                                                 | Svezia                                                                | 3 – 0                                                                 | Bulgaria                                                              | Qual. Mondiali 2018                                                   | -                                                                     |                                                                       |
| 11-11-2016                                                            | Saint-Denis                                                           | Francia                                                               | 2 – 1                                                                 | Svezia                                                                | Qual. Mondiali 2018                                                   | -                                                                     | 66’                                                                   |
| 25-3-2017                                                             | Solna                                                                 | Svezia                                                                | 4 – 0                                                                 | Bielorussia                                                           | Qual. Mondiali 2018                                                   | -                                                                     | 69’                                                                   |
| 9-6-2017                                                              | Solna                                                                 | Svezia                                                                | 2 – 1                                                                 | Francia                                                               | Qual. Mondiali 2018                                                   | -                                                                     | 77’                                                                   |
| 31-8-2017                                                             | Sofia                                                                 | Bulgaria                                                              | 3 – 2                                                                 | Svezia                                                                | Qual. Mondiali 2018                                                   | -                                                                     | 70’                                                                   |
| 10-11-2017                                                            | Solna                                                                 | Svezia                                                                | 1 – 0                                                                 | Italia                                                                | Qual. Mondiali 2018                                                   | -                                                                     | 57’                                                                   |
| 2-6-2018                                                              | Solna                                                                 | Svezia                                                                | 0 – 0                                                                 | Danimarca                                                             | Amichevole                                                            | -                                                                     | 46’                                                                   |
| 9-6-2018                                                              | Göteborg                                                              | Svezia                                                                | 0 – 0                                                                 | Perù                                                                  | Amichevole                                                            | -                                                                     | 82’                                                                   |
| 18-6-2018                                                             | Nižnij Novgorod                                                       | Svezia                                                                | 1 – 0                                                                 | Corea del Sud                                                         | Mondiali 2018 - 1º turno                                              | -                                                                     | 71’                                                                   |
| 23-6-2018                                                             | Soči                                                                  | Germania                                                              | 2 – 1                                                                 | Svezia                                                                | Mondiali 2018 - 1º turno                                              | -                                                                     | 52’                                                                   |
| 27-6-2018                                                             | Ekaterinburg                                                          | Messico                                                               | 0 – 3                                                                 | Svezia                                                                | Mondiali 2018 - 1º turno                                              | -                                                                     | 80’                                                                   |
| 3-7-2018                                                              | San Pietroburgo                                                       | Svezia                                                                | 1 – 0                                                                 | Svizzera                                                              | Mondiali 2018 - Ottavi di finale                                      | -                                                                     |                                                                       |
| 7-7-2018                                                              | Samara                                                                | Svezia                                                                | 0 – 2                                                                 | Inghilterra                                                           | Mondiali 2018 - Quarti di finale                                      | -                                                                     |                                                                       |
| 10-9-2018                                                             | Solna                                                                 | Svezia                                                                | 2 – 3                                                                 | Turchia                                                               | UEFA Nations League 2018-2019 - 1º turno                              | -                                                                     | 56’                                                                   |
| 16-10-2018                                                            | Solna                                                                 | Svezia                                                                | 1 – 1                                                                 | Slovacchia                                                            | Amichevole                                                            | -                                                                     | 82’                                                                   |
| 17-11-2018                                                            | Eskişehir                                                             | Turchia                                                               | 0 – 1                                                                 | Svezia                                                                | UEFA Nations League 2018-2019 - 1º turno                              | -                                                                     | 48’ 81’                                                               |
| 26-3-2019                                                             | Oslo                                                                  | Norvegia                                                              | 3 – 3                                                                 | Svezia                                                                | Qual. Euro 2020                                                       | -                                                                     | 66’                                                                   |
| 7-6-2019                                                              | Solna                                                                 | Svezia                                                                | 3 – 0                                                                 | Malta                                                                 | Qual. Euro 2020                                                       | -                                                                     | cap. 77’                                                              |
| 10-6-2019                                                             | Madrid                                                                | Spagna                                                                | 3 – 0                                                                 | Svezia                                                                | Qual. Euro 2020                                                       | -                                                                     | cap. 86’                                                              |
| 5-9-2019                                                              | Tórshavn                                                              | Fær Øer                                                               | 0 – 4                                                                 | Svezia                                                                | Qual. Euro 2020                                                       | -                                                                     | 63’                                                                   |
| 8-9-2019                                                              | Solna                                                                 | Svezia                                                                | 1 – 1                                                                 | Norvegia                                                              | Qual. Euro 2020                                                       | -                                                                     | 66’ 84’                                                               |
| 12-10-2019                                                            | Ta' Qali                                                              | Malta                                                                 | 0 – 4                                                                 | Svezia                                                                | Qual. Euro 2020                                                       | -                                                                     | 63’                                                                   |
| 15-10-2019                                                            | Solna                                                                 | Svezia                                                                | 1 – 1                                                                 | Spagna                                                                | Qual. Euro 2020                                                       | -                                                                     | 83’                                                                   |
| 15-11-2019                                                            | Bucarest                                                              | Romania                                                               | 0 – 2                                                                 | Svezia                                                                | Qual. Euro 2020                                                       | -                                                                     |                                                                       |
| 5-9-2020                                                              | Solna                                                                 | Svezia                                                                | 0 – 1                                                                 | Francia                                                               | UEFA Nations League 2020-2021 - 1º turno                              | -                                                                     |                                                                       |
| 8-9-2020                                                              | Solna                                                                 | Svezia                                                                | 0 – 2                                                                 | Portogallo                                                            | UEFA Nations League 2020-2021 - 1º turno                              | -                                                                     | 90’                                                                   |
| 11-10-2020                                                            | Zagabria                                                              | Croazia                                                               | 2 – 1                                                                 | Svezia                                                                | UEFA Nations League 2020-2021 - 1º turno                              | -                                                                     | 83’                                                                   |
| 14-10-2020                                                            | Lisbona                                                               | Portogallo                                                            | 3 – 0                                                                 | Svezia                                                                | UEFA Nations League 2020-2021 - 1º turno                              | -                                                                     | 36’                                                                   |
| 14-11-2020                                                            | Solna                                                                 | Svezia                                                                | 2 – 1                                                                 | Croazia                                                               | UEFA Nations League 2020-2021 - 1º turno                              | -                                                                     | 86’                                                                   |
| 25-3-2021                                                             | Solna                                                                 | Svezia                                                                | 1 – 0                                                                 | Georgia                                                               | Qual. Mondiali 2022                                                   | -                                                                     | 68’ 73’                                                               |
| 5-6-2021                                                              | Solna                                                                 | Svezia                                                                | 3 – 1                                                                 | Armenia                                                               | Amichevole                                                            | -                                                                     | 70’                                                                   |
| 14-6-2021                                                             | Siviglia                                                              | Spagna                                                                | 0 – 0                                                                 | Svezia                                                                | Euro 2020 - 1º turno                                                  | -                                                                     |                                                                       |
| 18-6-2021                                                             | San Pietroburgo                                                       | Svezia                                                                | 1 – 0                                                                 | Slovacchia                                                            | Euro 2020 - 1º turno                                                  | -                                                                     | 88’                                                                   |
| 23-6-2021                                                             | San Pietroburgo                                                       | Svezia                                                                | 3 – 2                                                                 | Polonia                                                               | Euro 2020 - 1º turno                                                  | -                                                                     |                                                                       |
| 29-6-2021                                                             | Glasgow                                                               | Svezia                                                                | 1 – 2 dts                                                             | Ucraina                                                               | Euro 2020 - Ottavi di finale                                          | -                                                                     |                                                                       |
| 2-9-2021                                                              | Solna                                                                 | Svezia                                                                | 2 – 1                                                                 | Spagna                                                                | Qual. Mondiali 2022                                                   | -                                                                     | 69’                                                                   |
| 9-10-2021                                                             | Solna                                                                 | Svezia                                                                | 3 – 0                                                                 | Kosovo                                                                | Qual. Mondiali 2022                                                   | -                                                                     | cap. 45+1’ 84’                                                        |
| 12-10-2021                                                            | Solna                                                                 | Svezia                                                                | 2 – 0                                                                 | Grecia                                                                | Qual. Mondiali 2022                                                   | -                                                                     | 61’ 83’                                                               |
| 14-11-2021                                                            | Siviglia                                                              | Spagna                                                                | 1 – 0                                                                 | Svezia                                                                | Qual. Mondiali 2022                                                   | -                                                                     |                                                                       |
| 24-3-2022                                                             | Solna                                                                 | Svezia                                                                | 1 – 0 dts                                                             | Rep. Ceca                                                             | Qual. Mondiali 2022                                                   | -                                                                     | 60’ 72’                                                               |
| 20-6-2023                                                             | Vienna                                                                | Austria                                                               | 2 – 0                                                                 | Svezia                                                                | Qual. Euro 2024                                                       | -                                                                     | 46’                                                                   |
| 12-9-2023                                                             | Solna                                                                 | Svezia                                                                | 1 – 3                                                                 | Austria                                                               | Qual. Euro 2024                                                       | -                                                                     | 64’                                                                   |
| 16-10-2023                                                            | Bruxelles                                                             | Belgio                                                                | 1 – 1                                                                 | Svezia                                                                | Qual. Euro 2024                                                       | -                                                                     |                                                                       |
| 19-11-2023                                                            | Solna                                                                 | Svezia                                                                | 2 – 0                                                                 | Estonia                                                               | Qual. Euro 2024                                                       | -                                                                     | cap. 72’                                                              |
| Totale                                                                |                                                                       | Presenze                                                              | 70                                                                    |                                                                       | Reti                                                                  | 0                                                                     |                                                                       |

## Palmarès

### Club

#### Competizioni giovanili
- Torneo di Viareggio: 1

Juventus: 2009